# Liste in Neukaledonien vorhandener Dampflokomotiven
Dies ist eine Liste erhaltener Dampflokomotiven auf dem Gebiet von Neukaledonien im Pazifischen Ozean.

## Schmalspurlokomotiven 500 mm
| Bild | Nummer oder Name | Bauart / Achsfolge | Hersteller | Fabrik-nr. | Baujahr | Historie | Eigentümer / Betreiber / Strecke | Standort               | Bemerkungen |
| ---- | ---------------- | ------------------ | ---------- | ---------- | ------- | -------- | -------------------------------- | ---------------------- | ----------- |
|      | Higginson        | B n2t              | Decauville | 287        | 1898    |          | Societe Le Nickel                | Le Nickel Headquarters | [ 1 ]       |
|      | Nostalgie        | B n2t              | Decauville | 251        | 1897    |          |                                  | Païta                  | [ 2 ]       |
|      | Mefao            | B n2t              | Decauville | 348        | 1902    |          | Societe Le Nickel                | Mine Museum, Thio      | [ 3 ]       |

## Schmalspurlokomotiven 600 mm
| Bild | Nummer oder Name | Bauart / Achsfolge | Hersteller | Fabrik-nr. | Baujahr | Historie | Eigentümer / Betreiber / Strecke | Standort                  | Bemerkungen |
| ---- | ---------------- | ------------------ | ---------- | ---------- | ------- | -------- | -------------------------------- | ------------------------- | ----------- |
|      | Montagnarde      | B n2t              | Decauville | 632        | 1911    |          | Société des Mines du Mont Do     | DIMNEC Entry Hall, Nouméa | [ 4 ]       |
|      | Blanche          | B n2t              | Decauville | 253        | 1898    |          | Népoui Nickel Mine               | Old Station, Païta        | [ 5 ]       |
|      | Adrienne         | B n2t              | Decauville | 553        | 1909    |          | Tayart Kopeto Nickel Mine        | Le Pigeonnier, Pouembout  | [ 6 ]       |
|      | Gaspard          | B n2t              | Decauville | 310        | 1910    |          | Société Le Nickel                | Chromium Mine, Tiébaghi   | [ 7 ]       |